# Phantoms Can't Hang
Phantoms Can't Hang è un singolo realizzato dal produttore discografico canadese deadmau5, quarto estratto dal settimo album in studio di Zimmerman while(1<2).

## Origine, classifiche
Questa canzone è stata originariamente combinata con un'altra sua canzone chiamata Avaritia e caricata sul suo account SoundCloud, prima della sua eliminazione, intitolata Where Phantoms Sleep 04, prima che le due fossero separati in singole tracce. Il singolo si è posizionato #16 nella classifica Hot Dance/Electronic Songs di Billboard.

## Tracce
1. Phantoms Can't Hang